# DR 701 407 und 408
Die Turmtriebwagen der Baureihe München 701 407 und 408 wurden 1929 und 1930 von der Maschinenfabrik J.A. Maffei für die Fahrleitungsmeistereien im Raum München und für das elektrifizierte Streckennetz in Schlesien bei der Deutschen Reichsbahn in drei Exemplaren gebaut.
Über das dritte Exemplar gibt es widersprüchliche Angaben. Später wurde für die Fahrzeuge die Bezeichnung 724 003 und 007 angegeben. Alle Fahrzeuge kamen nach dem Zweiten Weltkrieg zur Deutschen Bundesbahn, wo sie 1968 die UIC-Bezeichnung 703 002, 003 und 004 erhielten.
Die Fahrzeuge waren bis Anfang der 1970er Jahre in Betrieb und wurden danach ausgemustert sowie verschrottet.

## Geschichte
Zu den vierachsigen Turmwagen 700 264 bis 266 der Waggonfabrik Josef Rathgeber beschaffte die Deutsche Reichsbahn ab 1929 mehrere zweiachsige Fahrzeuge. Hinsichtlich der Bezeichnung der Fahrzeuge gibt es widersprüchliche Angaben, weil die Betriebsbücher von den bis 1970 vorhandenen Fahrzeugen erst mit dem Jahr 1959 begannen.
Die Daten des 701 407 der Fahrleitungsmeisterei München und des 701 408 der Fahrleitungsmeisterei in Tutzing stehen fest. Das dritte Fahrzeug wird als 767 511 Breslau mit der Fabriknummer 5777 angegeben. In anderer Quelle wird es als 701 419 Aumühle mit der Fabriknummer 15358 bezeichnet.
Nach dem Zweiten Weltkrieg besaß die Deutschen Bundesbahn drei Fahrzeuge, die nach dem damaligen Bezeichnungsschema als Au 6200, Mü 6204 und Mü 6205 bezeichnet wurden. Der Mü 6204 war um 1960 in Rosenheim stationiert und wurde danach nach Garmisch-Partenkirchen gegeben. Er wurde 1971 noch fünf Kilometer eingesetzt und buchmäßig zum 1. September 1971 ausgemustert. Danach stand er drei Jahre im Bahnhof Garmisch-Partenkirchen und wurde dann wie die anderen beiden Triebwagen verschrottet.

## Technische Daten
Der Wagenkasten war nach dem Konstruktionsprinzip eines zweiachsigen Personenwagens aufgebaut. An den Fahrzeugenden waren kleine Vorbauten, in denen die Batteriekästen untergebracht waren. Der eigentliche Fahrzeugkasten war mit den Führerständen abgeschlossen. Zwischen ihnen befanden sich der Motor- und der Werkstattraum. Die Führerstände konnten diagonal von jeder Fahrzeugseite betreten werden. Auf einer Wagenseite gab es einen Zutritt zum Werkstattraum, der sich etwa in der Wagenmitte befand. Das Laufwerk mit Blattfedern abgefedert. Der Fahrmotor hatte einen Tatzlagerantrieb.
Für die schneereichen Winter in Bayern und Schlesien waren die Fahrzeuge werkseitig mit einem Schneeräumer ausgerüstet. Eine Leiter war seitlich zwischen den Achsen aufgehängt. Die Wagen waren mit einer indirekten Bremse von Knorr, einer Widerstandsbremse sowie einer Spindelhandbremse ausgerüstet.

## Dachausrüstung
Auf dem Dach war ein Stromabnehmer angebracht. Er wurde als Meßstromabnehmer und zum Antrieb des Fahrzeuges verwendet. Um Arbeiten an der Oberleitung ausführen zu können, war auf dem Dach eine Arbeitsbühne montiert. Die Hubbühne konnte zur besseren Übersicht und Erreichbarkeit der Anlagen gedreht werden.

## Elektrische Ausrüstung
Der Turmwagen fuhr entweder im reinen Akkubetrieb oder mit Direktversorgung aus der Oberleitung. Der Transformator hatte eine Leistung von 200 kVA. Der Motor wurde mit einer Spannung von 500 V betrieben. Es standen acht Fahrstufen zur Verfügung. Zur Wagenbeleuchtung besaß er ein Bordnetz mit 24 V Gleichspannung. Die Steuerung, Anfang der 1960er Jahre von AFA vom Typ 7 MA 380, ermöglichte das Fahren mit Batterie alleine oder mit Oberleitungsbetrieb bei gleichzeitigem Laden der Batterie.
Die Dauerleistung des Fahrmotors lag bei 75 kW bei etwa einer Drehzahl von 1860/min. Das ermöglichte dem Turmwagen eine Geschwindigkeit von 65 km/h. Die Antriebsachse war mit einem Sandstreuer versehen.